# Chérie, j'ai rétréci les gosses (série télévisée)
Pour le film original, voir Chérie, j'ai rétréci les gosses.
Chérie, j'ai rétréci les gosses (Honey, I Shrunk the Kids: The TV Show) est une série télévisée américaine en 66 épisodes de 42 minutes, créée par Ed Ferrara et Kevin Murphy d'après le film du même nom est diffusée entre le 22 septembre 1997 et le 20 mai 2000 en syndication.
En France, la série a été diffusée à partir du 22 mars 1998 sur Disney Channel puis rediffusée sur M6, Disney Cinemagic, Comédie+, du 2 juillet 2007 au 28 septembre 2007 sur France 3, dès le 3 mars 2012 sur Gulli et à partir du 9 avril 2012 sur Disney Channel.

## Synopsis
La famille Szalinski déménage dans le Colorado. Une nouvelle vie commence pour Wayne, un inventeur d'objets en tout genre qui trouve un travail et Diane, son épouse qui est avocate, leurs deux enfants, Nick et Amy et leur chien, Quark. Wayne qui crée ses inventions pour besoins professionnels ou personnels a souvent des problèmes, lorsque ses inventions se retournent contre sa famille et lui.

## Distribution

### Personnages principaux
- Peter Scolari (VF : Nicolas Marié) : Wayne Szalinski
- Barbara Alyn Woods (VF : Micky Sébastian (saisons 1-2) puis Dorothée Jemma (saison 3)) : Diane Szalinski
- Hillary Tuck (VF : Sarah Marot) : Amy Szalinski
- Thomas Dekker (VF : Paul Nivet) : Nick Szalinski

### Personnages récurrents
- Bruce Jarchow (VF : Jean-Claude Montalban) : Gordon Jennings
- George Buza (en) (VF : Rémy Kirch) : le chef Jake McKenna
- John Michael Higgins puis Keith Arbuthnot (VF : Jean Barney) : Ar'nox
- Andrew T. Grant : Joel McKenna
- Hilary Alexander (VF : Monique Thierry) : Mme Elders
- Cathy Trien (VF : Catherine Privat) : Mlle Trudi
- David LeReaney (VF : Mario Santini) : M. Patterson
- Vanessa King (VF : Sylvie Jacob) : Danielle
- Jewel Staite (VF : Valérie Siclay) : Tiara VanHorn
- Miranda Frigon (VF : Barbara Tissier) : Veronica
- Wilson Wong : Myron
- Christine Willes (VF : Nicole Favart) : Mme Gotteramerding
- Mark Hildreth (en) : Jack McKenna

- Version française
  - Société de doublage : Télétota[2]
  - Direction artistique : Magali Barney[3]
  - Adaptation des dialogues : Alain Delahaye, Houria Lamhene-Belhadji, Hélène Bourdel, Marie-Dominique Bergey, Jean Chavot et Amélie Morin

## Épisodes

### Première saison (1997-1998)
1. Chérie, grand-père nous a avalé (Honey, We've Been Swallowed By Grandpa)
2. Chérie, la maison veut nous tuer (Honey, The House Is Trying To Kill Us)
3. Chérie, je suis hanté (Honey, I'm Haunted)
4. Chérie, retour aux années 70 (Honey, We're Stuck In The 70's)
5. Chérie, j’ai aussi rétréci mon frère (Honey, I Shrunk The Science man)
6. Chérie, tu as neuf vies (Honey, You've Got Nine Lives)
7. Chérie, je me suis cloné (Honey, I've Been Duped)
8. Chérie, y'a d'la magie dans l'air (Honey, They're After Me Lucky Charms)
9. Chérie, on m'appelle le cow-boy de l'espace (Honey, They Call Me The Space Cowboy)
10. Chérie, on est tous au parfum (Honey, I Know What You're Thinking)
11. Chérie, je me sens rajeunir (Honey, You're Living In The Past)
12. Chérie, je suis l'homme le plus rapide du monde (Honey, I'm Streakin' )
13. Chérie, les barbares sont parmi nous (Honey, Meet The Barbarians)
14. Chérie, j'ai la grosse tête (Honey, You Drained My Brain)
15. Chérie, ce ne sont pas des monstres, ce sont des incompris (Honey, He's Not Abominable... He's Just Misunderstood)
16. Chérie, je suis d’humeur amoureuse (Honey, I'm In The Mood For Love)
17. Chérie, j'ai une mauvaise nouvelle (Honey, The Bear Is Bad News)
18. Chérie, je suis un agent secret (From Honey, With Love)
19. Chérie, je rêve ou quoi ? (Honey, I'm Dreaming, But Am I?)
20. Chérie, protégeons l'environnement (Honey, The Garbage Is Taking Us Out)
21. Chérie, y'a un lézard (Honey, You're So Transparent)
22. Chérie, c’est pas marrant d’être un extraterrestre en cavale ! (Honey, It's No Fun Being An Illegal Alien)

### Deuxième saison (1998-1999)
1. Chérie, pas de panique (Honey, It's Quarkzilla)
2. Chérie, tu es la plus belle (Honey, She's Like A Fish Out Of Water)
3. Chérie, j'ai évité la catastrophe (Honey, It's Doomsday)
4. Chérie, fais-moi peur (Honey, Let's Trick Or Treat)
5. Chérie, les enfants sont jaloux (Honey, I'm Rooting For The Home Team)
6. Chérie, en vieillissant on devient sage (Honey, We're Young At Heart)
7. Chérie, où est passé le présent ? (Honey, We're Past Tense)
8. Chérie, regarde je suis tout en muscle (Honey, I'm Wrestling With A Problem... And The Chief)
9. Chérie, ne m'appelle plus mon lapin (Honey, The Bunny Bit It)
10. Chérie, quel cirque ! (Honey, I've Joined The Big Top)
11. Chérie, ce n'est pas sorcier (Honey, I'm The Sorcerer's Apprentice)
12. Chérie, je suis un super-héros (Honey, I'm King Of The Rocket Guys)
13. Chérie, le futur me rattrape (Honey, The Future's Comin' Back On Me)
14. Chérie, c'est un miracle (Honey, It's A Miracle)
15. Chérie, nous vieillirons ensemble (Honey, You'll Always Be A Princess To Me)
16. Chérie, la varicelle attaque (Honey, There's A Pox On Our House)
17. Chérie, je vais te donner une leçon (Honey, I'm Going To Teach You A Lesson)
18. Chérie, un fantôme (Honey, It's The Ghostest With The Mostest)
19. Chérie, j'ai gagné mon procès (Honey, It's A Blunderful Life)
20. Chérie, on va faire la fête (Honey, It's Your Party)
21. Chérie, je ne suis pas celui que tu crois (Honey, I'm Not Just Clowning Around)
22. Chérie, les sorcières frappent toujours deux fois (Honey, I'll Be Right Witch You)

### Troisième saison (1999-2000)
1. Chérie, j'ai une musique dans la tête (Honey, Name That Tune)
2. Chérie, c'est un cerveau d'un milliard de dollars (Honey, It's A Billion Dollar Brain)
3. Chérie, tout le monde aux abris, elle arrive (Honey, It Takes Two To Mambo)
4. Chérie, on passe à la télé (Honey, We're On TV)
5. Chérie, ça va faire rire tout le monde (Honey, It's Gloom And Doom)
6. Chérie, je suis le ninja blanc (Honey, I'm Kung Fu Fighting)
7. Chérie, le golf c'est la santé (Honey, I'm Not Up To Par)
8. Chérie, c'est un petit pas pour l'humanité (Honey, It's One Small Step For Mankind)
9. Chérie, il y a un fou au volant (Honey, You're Driving Me Like Crazy)
10. Chérie, ça te dirait de jouer la comédie ? (Honey, The Play's The Thingie)
11. Chérie, mais mon frère n'est pas grossier (Honey, He Ain't Rude, He's My Brother)
12. Chérie, le soleil, la lune et nous (Honey, You Won't Believe What Happens Next)
13. Chérie, tous les Szalinski sont normaux (Honey, Situation Normal, All Szalinski'd Up)
14. Chérie, qui a réparé le réfrigérateur ? (Honey, It's The Fixer-Uppers)
15. Chérie, j'ai toute la ville aux trousses (Honey, I'm On The Lam)
16. Chérie, j'ai la loi en main (Honey, I'm The Wrong Arm Of The Law)
17. Chérie, on change de planète (Honey, It's An Interplanetary, Extraordinary Life)
18. Chérie, je ne trouve pas ça comique (Honey, I'm Spooked)
19. Chérie, tel père, tel fils (Honey, Like Father, Like Son)
20. Chérie, c'est trop dur de grandir (Honey, Growing Up Is Hard To Do)
21. Chérie, la famille s'agrandit (Honey, I Shrink, Therefore I Am)
22. Chérie, j'écris un polar (Honey, Whodunit?)

## Commentaires
- La série a été filmée à Calgary, Canada, dans des anciens baraquements militaires mais la série se déroule dans un lieu fictif nommé Matheson dans le Colorado[1].
- Quark, le chien de la famille, était joué par un Border Collie appelé Matese dans la saison 1. Il est remplacé à la fin du premier épisode de la saison 2 par un chien blond foncé joué par le chien Rusty. Ce changement de chien est justifié par une invention de Wayne dans l'épisode : ayant ingurgité des plantes mutantes mangeuses d'hommes durant l'épisode, Quark se transforme en un gigantesque chien-dinosaure mutant. Quand les Szalinski parviennent à lui faire retrouver son état normal, le chien change également d'apparence[4].